# Gora Potanina
Gora Potanina (Transkription von russisch Гора Потанина ‚Potanin-Berg‘) ist ein Nunatak im ostantarktischen Mac-Robertson-Land. Er ragt nordöstlich des Mount Rymill im südlichen Teil der Prince Charles Mountains auf.
Russische Wissenschaftler benannten ihn nach dem russischen Entdecker Grigori Nikolajewitsch Potanin (1835–1920).